# رونالد ديفيس (رسام)
رونالد ديفيس (بالإنجليزية: Ronald Davis)‏ هو رسام أمريكي، ولد في 29 يونيو 1937 في سانتا مونيكا في الولايات المتحدة.